# Kago Kaju
Kago Kaju est une ville du Soudan du Sud, située dans l'État d'Équatoria-Central.